# Шуть, Павел Александрович
Павел Александрович Шуть (13 ноября 1923, Дядьковская, Кубано-Черноморская область — 30 апреля 2010, Дядьковская, Краснодарский край)— передовик советского сельского хозяйства, бригадир колхоза «Маяк коммунизма» Кореновского района Краснодарского края. Ветеран Великой Отечественной войны. Герой Социалистического Труда (1971).

## Биография
Родился 13 ноября 1923 года в станице Дядьковская ныне Кореновского района Краснодарского края. В 15 лет начал работать в колхозе «Парижской коммуны». Затем поступил в Кропоткинское железнодорожное училище, откуда в 1942 году был призван на фронт.

### На фронтах Великой Отечественной войны
В армию призван 31 мая 1942 года Кропоткинским РВК Краснодарского края. Участник обороны Кавказа, Берлинской и Пражской наступательных операций.
В боях участвовал:
- с 31 мая 1942 по октябрь 1943 года связист 15-го отдельного полка связи 58-й армии
- в 1943 −1945 годах — линейный надсмотрщик старший 2-й линейно-эксплуатационной роты 1017-го отдельного линейно-эксплуатационного батальона связи 1-го Украинского фронта, красноармеец.

### После войны
Демобилизовавшись из Красной армии в звании ефрейтора в 1947 году, вернулся домой и стал налаживать хозяйство. Возглавил бригаду колхоза «Маяк коммунизма» Кореновского района Краснодарского края и проработал 30 лет её бессменным руководителем. Бригада ежегодно получала стабильные высокие урожаи, за что бригадир неоднократно награждался орденами и медалями.
Жил в станице Дядьковская ныне Кореновского района.
Указом Президиума Верховного Совета СССР от 8 апреля 1971 года за выдающиеся успехи, достигнутые в развитии сельскохозяйственного производства и выполнении пятилетнего плана продажи государству продуктов земледелия, Шутю Павлу Александровичу присвоено звание Героя Социалистического Труда с вручением ордена Ленина и золотой медали «Серп и Молот».
Делегат 12-го съезда профсоюза профсоюзов (1982).

## Награды
- Медаль «Серп и Молот» (8.4.1971);
- Орден Ленина (8.4.1971)
- Орден Отечественной войны II степени (11.4.1945)[2]
- Орден Октябрьской Революции (1975)
- Медаль «За боевые заслуги» (14.4.1945)[3]
- Медаль «За трудовую доблесть» (1964)
- Медаль «За оборону Кавказа»[4]
- Медаль «В ознаменование 100-летия со дня рождения Владимира Ильича Ленина» (6 апреля 1970)
- Медаль «За победу над Германией в Великой Отечественной войне 1941—1945 гг.» (9 мая 1945[5])
- Юбилейная медаль «Двадцать лет Победы в Великой Отечественной войне 1941—1945 гг.» (7 мая 1965[6])
- Юбилейная медаль «Тридцать лет Победы в Великой Отечественной войне 1941—1945 гг.»[7]
- Медаль «Сорок лет Победы в Великой Отечественной войне 1941-1945 гг.»[8]
- Юбилейная медаль «50 лет Победы в Великой Отечественной войне 1941—1945 гг.»[9]
- Знак МО СССР «25 лет Победы в Великой Отечественной войне» (24 апреля 1970[10])

## Память
- Имя Героя золотыми буквами вписано на мемориальной доске в Краснодаре
- На могиле установлен надгробный памятник.